# Třebihošť
Třebihošť est une commune du district de Trutnov, dans la région de Hradec Králové, en Tchéquie. Sa population s'élevait à 448 habitants en 2020.

## Géographie
Třebihošť se trouve à 8 km à l'ouest de Dvůr Králové nad Labem, à 21 km au sud-ouest de Trutnov, à 27 km au nord-nord-ouest de Hradec Králové et à 99 km au nord-est de Prague.

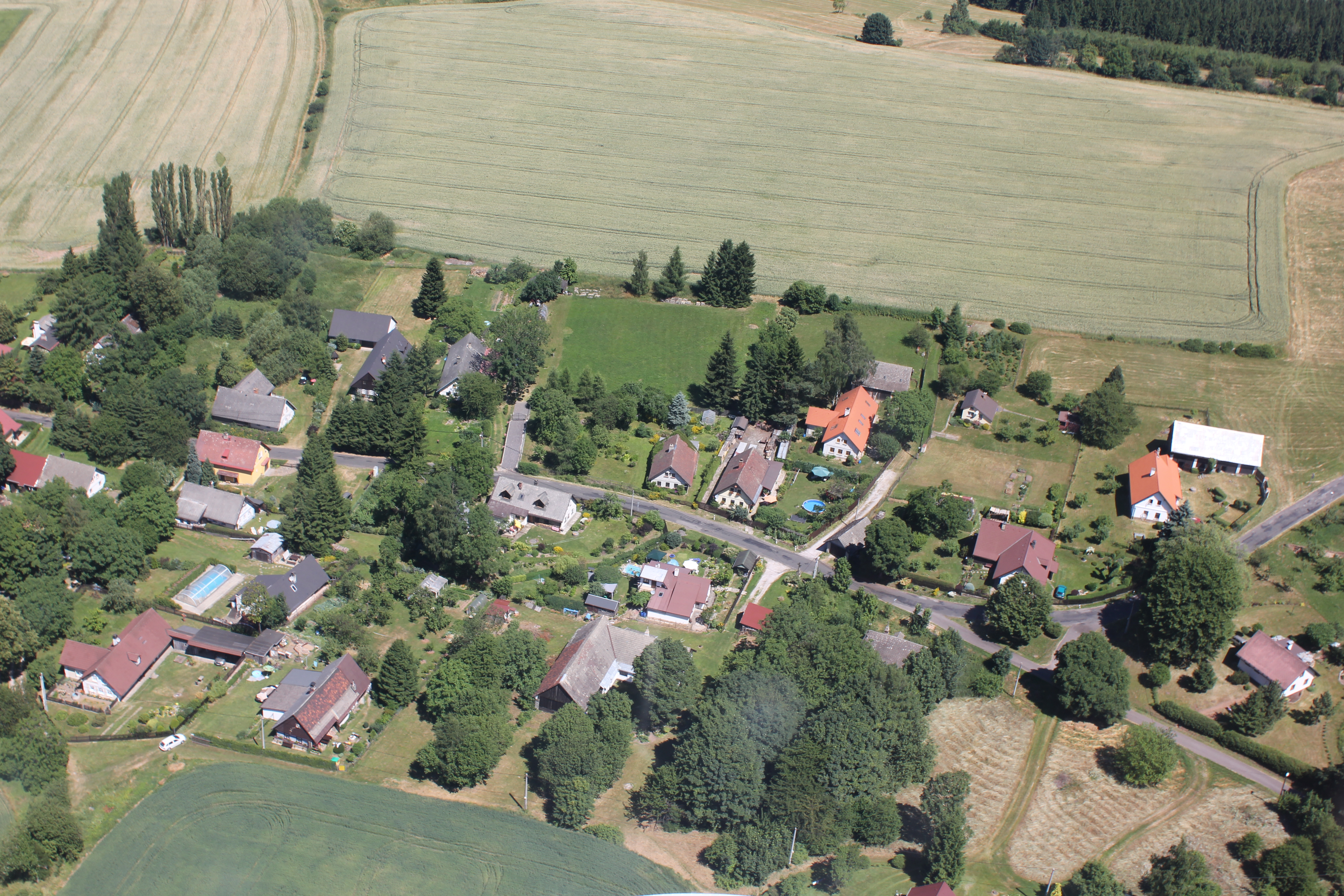
Zvicina : vue aérienne.
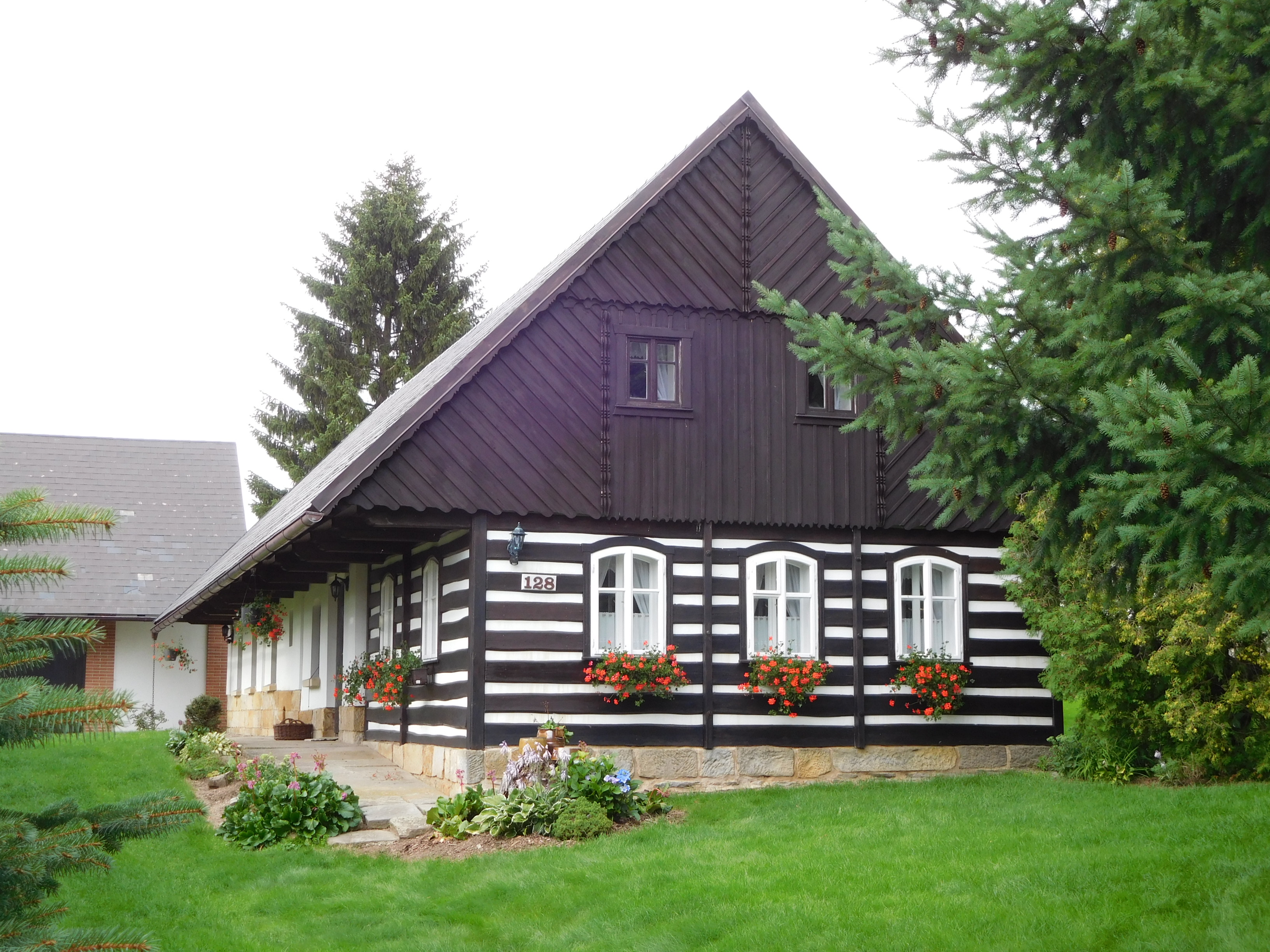
Architecture traditionnelle.

La commune est limitée par Horní Brusnice et Dolní Brusnice au nord, par Bílá Třemešná et Dvůr Králové nad Labem à l'est, par Doubravice, Zábřezí-Řečice et Zdobín au sud, et par Úhlejov à l'ouest.

## Histoire
La première mention écrite de la localité date de 1238.

## Administration
La commune se compose de trois quartiers : 
- Dolní Dehtov
- Horní Dehtov
- Třebihošť

et du hameau de Zvičina.